# Jonathan Ross
Jonathan Ross, parfois surnommé Johnny Ross est un présentateur, acteur, scénariste et producteur britannique né le 17 novembre 1960 à Leytonstone (Royaume-Uni).

## Biographie
Jonathan Ross a notamment animé l'émission de télévision Film... sur la BBC de 1999 à 2010.

## Filmographie

### comme acteur
- 1980 : Breaking Glass : Extra
- 1989 : The Tall Guy : Cameo appearance
- 1993 : Prince Cinders : Ugly brother (voix)
- 1997 : Pervirella : Bish Archop
- 2003 : A Short Film About John Bolton : Jonathan Ross
- 2005 : Vaillant, pigeon de combat ! (Valiant) : Big Thug (voix)
- 2021 : The Sparks Brothers (documentaire) d'Edgar Wright : lui-même

### comme scénariste
- 1992 : Americana (feuilleton TV)
- 2001 : It's Your New Year's Eve Party (TV)
- 2005 : It's Christmas with Jonathan Ross (TV)

### comme producteur
- 2003 : Adam and Joe Go Tokyo (série TV)
- 2005 : It's Christmas with Jonathan Ross (TV)
- 2006 : Asian Invasion (feuilleton TV)

## Anecdote
En 2009, Jonathan Ross publia accidentellement son adresse électronique sur le site Twitter.